# Carillons sans joie
Pour les articles homonymes, voir Carillon (homonymie).
Pour plus de détails, voir Fiche technique et Distribution.
Carillons sans joie est un film franco-italien réalisé par Charles Brabant et sorti en 1962. Il s'inspire d'un épisode de la campagne de Tunisie qui s'est déroulé en 1942 à Medjez el-Bab au cours de la Seconde Guerre mondiale.

## Synopsis
Pendant la seconde guerre mondiale, en novembre 1942, après le déclenchement de l'opération Torch, des troupes françaises sont envoyées à Medjez el-Bab dans le nord du Protectorat français de Tunisie, par le commandement de l’Armée de Vichy, pour empêcher le passage de toute troupe, alliée ou allemande, se présentant au pont franchissant un oued. C'est un détachement blindé allemand qui arrive. La compagnie française est inférieure en nombre mais, comme elle est bien cachée sur l'autre rive, elle parvient à faire illusion. Les Français font circuler un tracteur pour faire croire à la présence d'un blindé et les deux principaux officiers se font coudre un galon de plus pour donner l'impression de la présence d'un escadron. Les Allemands sont abusés mais décident finalement d'attaquer. Le capitaine s'avance sur le pont, face à eux, montant un cheval blanc, mais il est fauché par la mitrailleuse du char de tête. Sans artillerie, les Français auront tenu six heures, mais vingt minutes après leur reddition, l’armée américaine reprit le pont et le village.

## Fiche technique
- Titre original : Carillons sans joie
- Titre italien : Vento caldo di battaglia
- Réalisation : Charles Brabant
- Scénario : Denys de La Patellière
- Dialogues : Charles Brabant
- Décors : Jacques Paris
- Photographie : Ghislain Cloquet
- Son : Jacques Lebreton
- Montage : Claude Durand
- Musique : Georges Auric
- Production : Pierre Meyrat
- Sociétés de production[1] : Lisa Films (France), Unidex (France), Régis Films (France), Da. Ma. Cinematografica (Italie)
- Sociétés de distribution[2] : Unidex (France), René Chateau (vente à l'exportation)
- Pays de production  :  France -  Italie
- Langue originale : français
- Format : noir et blanc — 35 mm — 2,35:1 (Dyaliscope) — monophonique
- Genre : guerre, drame
- Durée : 95 minutes
- Date de sortie :  France - 20 avril 1962
- Classification et visa CNC : mention « tous publics », visa d'exploitation no 25042 délivré le 14 février 1962

## Distribution
- Dany Carrel : Léa
- Raymond Pellegrin : Charles Bourgeon
- Roger Hanin : Maurice
- Paul Meurisse : le capitaine de Lambérieux
- Roger Dumas : Adolphe Charlier
- Georges Wilson : le père de Léa
- Louis Seigner : le colonel du quatrième RCA
- Nane Germon : la mère de Léa
- Betty Schneider : Betty
- Raymond Meunier : le légionnaire
- Harald Wolff : le commandant von Ulbricht
- Alan Scott : l'américain
- Jacques Herlin : Benjouba
- Eve Lacroix : Myriam
- André Dumas
- Max Montavon
- Alexandre Rignault
- Jean Gras
- Jean-Pierre Zola
- Georges Frédéric Dehlen

## Production

### Casting
Paul Meurisse, excellent cavalier, monte un cheval blanc appelé Jimmy, qui fera ensuite les beaux jours d'un club hippique proche de Nice.

### Tournage
- Période de prises de vue : 11 septembre au 14 novembre 1961[1].
- Intérieurs : studios de la Victorine, Nice (Alpes-Maritimes)[1].
- Extérieurs : Tunisie. Inspiré d'une histoire vraie, le film a été tourné dans le décor naturel où eut lieu la bataille de Medjez el-Bab.
- Dany Carrel[3] : « L'action se passe en novembre 1942 en Tunisie. Les Allemands viennent de se rendre maîtres des centres stratégiques tunisiens. Léa, que j'interprète, est une jeune juive qui vit avec ses parents. Elle tombe amoureuse d'un maréchal des logis. Ils sont tués. Mon rôle est passionnant : je dois y exprimer des sentiments multiples. Jeune fille réservée et sauvage, je tombe amoureuse, mais je vis aussi des scènes dramatiques aux côtés de mes parents puisque nous sommes juifs et traqués. […] J'étais ravie de retrouver Charles Brabant, un homme discret, un ami sûr. C'était la troisième fois que nous tournions ensemble[Note 1]. Dans ses films, pas d'esbroufe. Une mise en scène classique mais toujours au service de l'acteur. Il savait montrer les visages. Il savait y traquer l'émotion. Et il était servi par les magnifiques images du chef opérateur Ghislain Cloquet. »